# Communistenbond van Bosnië en Herzegovina
De Communistenbond van Bosnië en Herzegovina (Servo-Kroatisch: Savez Komunista Bosniu i Hercegovinu (SKBiH)) was een onderdeel van de federale Joegoslavische Communistenbond. De partij werd in 1952 opgericht als opvolger van de Communistische Partij van Bosnië en Herzegovina (1943-1952; Komunisticka Partija Bosniu i Hercegovinu (KPBiH)).
De SKBiH verloor haar monopoliepositie in 1989, toen naast de Communistenbond van Bosnië en Herzegovina ook andere partijen werden toegelaten. In december 1990 werd de niet-communist Alija Izetbegović president van Bosnië en Herzegovina en daarmee kwam er definitief een einde aan het communisme in de Joegoslavische deelstaat.
In 1992 werd de Sociaaldemocratische Partij van Bosnië en Herzegovina opgericht als opvolger van de SKBiH.

## Eerste secretaris van de KPBiH
- Djuro-Stari Pucar - 1943-1952

## Voorzitters van de SKBiH
- Djuro-Stari Pucar - 1952-1965
- Cvijetin Mijatović - 1965-1969
- Branko Mikulić - 1969-1978
- Nikola Stojanović - 1978-1982
- Hamdija Pozderac - 1983-1984
- Mato Andrić - 1984-1986
- Milan Uzelac - 1986-1988
- Abdulah Mutapcić - 1988-1989
- Nijaz Djuraković - 1989-...

Voor de bestuursstructuur, zie: Joegoslavische Communistenbond
Communistenbond van Bosnië en Herzegovina · Kroatische Communistenbond · Macedonische Communistenbond · Montenegrijnse Communistenbond · Servische Communistenbond (Communistenbond van Vojvodina · Kosovaarse Communistenbond) · Bond van Communisten van Slovenië ·
Organisatie van de Communistenbond binnen het Joegoslavische Volksleger